# Leptotarsus (Longurio) atrirostris
Leptotarsus (Longurio) atrirostris is een tweevleugelige uit de familie langpootmuggen (Tipulidae). De soort komt voor in het Neotropisch gebied.